# Blythburgh
Blythburgh /ˈblaɪðbərə/ è un villaggio e una parrocchia civile nel distretto di East Suffolk della contea di Suffolk in Inghilterra. Si trova 4 miglia (6,4 km) a ovest di Southwold e 5 miglia (8,0 km) a sud-est di Halesworth e si trova sul fiume Blyth. La strada A12 attraversa il villaggio che è diviso su entrambi i lati della strada. Al censimento del 2011 la popolazione della parrocchia era di 297 anime. La parrocchia comprende le frazioni di Bulcamp e Hinton.

## Storia
Blythburgh è molto nota per la sua chiesa, Holy Trinity, conosciuta come Cathedral of the Marshes (Cattedrale delle paludi). La chiesa fu illuminata dagli anni '60 ed è un punto di riferimento per i viaggiatori sulla A12. Il villaggio è il sito del Priorato di Blythburgh che è stato fondato dai monaci di Agostino d'Ippona del Priorato di St Osyth nell'Essex nel XII secolo. Il priorato fu soppresso nel 1537 e le rovine rimangono sul sito.
Il villaggio si trova nella zona della Costa del Suffolk e dell'Heaths nella Zona di Straordinaria Bellezza Naturale nel luogo conosciuto come i Suffolk Sandlings. È vicino alla heritage coast del Suffolk situata vicino a una area paludosa e a distese di fango lungo il fiume Blyth che furono allagate nel 1940 nell'ambito dei preparativi anti-invasione britannici all'inizio della seconda guerra mondiale.